# アナ・レゼンデ
アナ・マリア・デ・レゼンデ・ヴァルシアニ・ドス・アンジョス（Ana Maria de Rezende Versiani dos Anjos、1983年3月19日 - ）は、映画監督、ブラジルのインディー・エレクトロ・バンド、CSSのギター、シンセサイザー担当。

## 人物
「オフ・ザ・フック」のPVをアドリアーノ・シントラとカロリーナ・パラの家で撮影している。また、バンドメイトのルイザ・サアと DJデュオ MeuKu として活動している。
日本に行く時は、過保護なお母さんに「ダイブはしないで！日本の人はライブでは拍手するだけなんだから、ダイブしたら床に落ちちゃうわ！」と言われた（ラヴフォックス談）。

## 私生活
LGBTであり、2017年にアメリカ人女優キャサリン・メーニッヒと結婚した。